# 渡辺宣綱
渡辺 宣綱（わたなべ のぶつな）は、江戸時代前期の尾張藩家老。渡辺半蔵家4代当主。

## 略歴
正保2年（1645年）、渡辺治綱の子として三河国寺部で誕生した。
承応2年（1654年）、江戸に下り、江戸城で4代将軍・徳川家綱に拝謁する。明暦2年（1656年）江戸に下った際に将軍・家綱に召されて、先祖・守綱の功績について下問があった。明暦3年（1657年）、父の死去により家督相続し、寺部領主となる。
天和元年（1681年）6月27日、幕府大目付を務める叔父・綱貞が、越後騒動に関連する取次行為を咎められ八丈島に流罪となり、その影響で将軍家への月次、年頭、歳暮の献上が途絶えた。

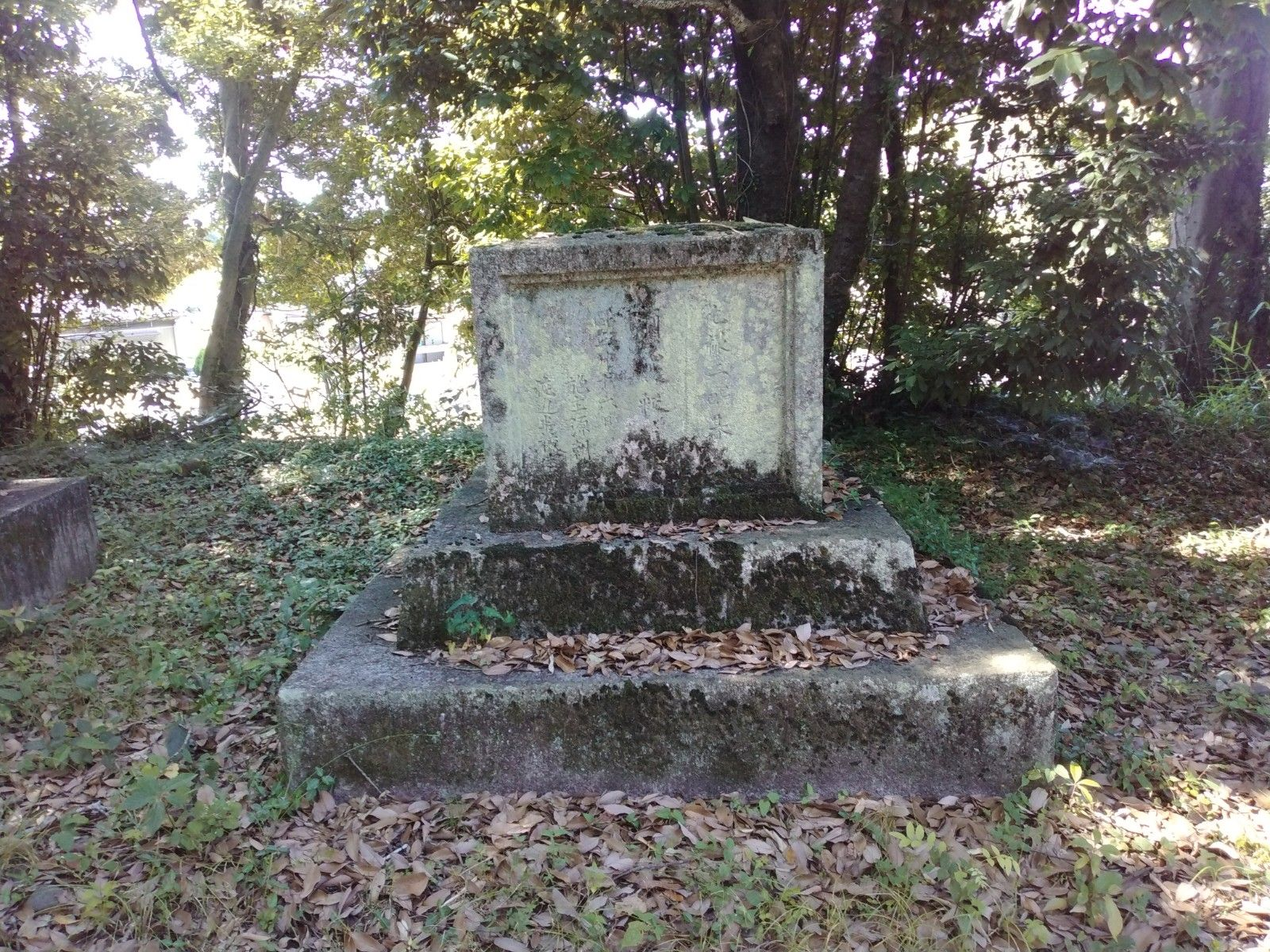
渡辺宣綱の墓(豊田市守綱寺)

元禄2年（1689年）1月6日死去。享年45。家督は叔父・長綱の子・定綱が養子となって相続した。